# Чернівецький ліцей №8
Чернівецький ліцей № 8 імені Т. Г. Шевченка — ліцей з українською мовою викладання. З 1996 по 2021 рік — Чернівецька гімназія №1, а до 1996 року — ЗОШ № 7.
Станом на 2014/2015 рік у гімназії навчаються 1054 учні, 33 класи, середня наповнюваність класів — 32 учні.

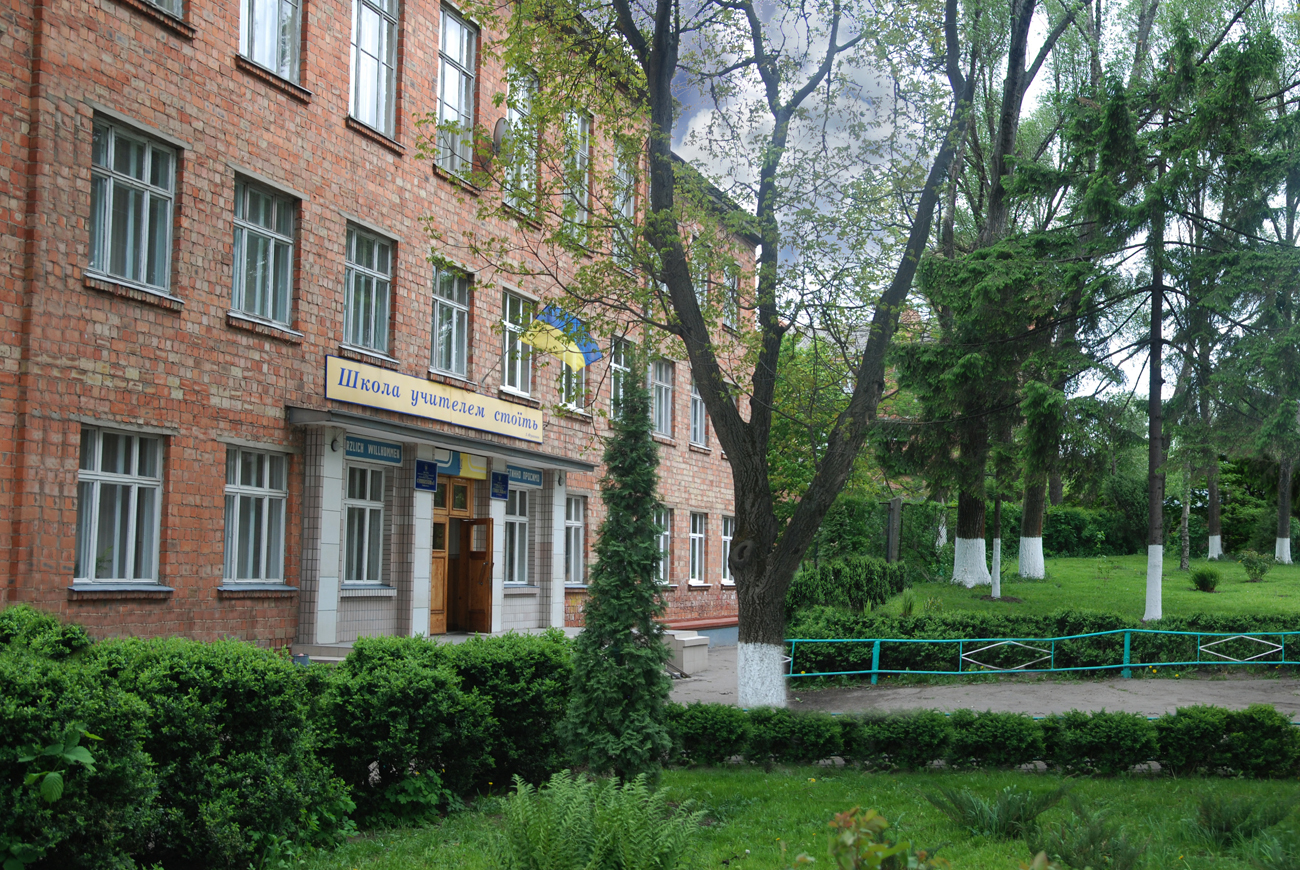
Будинок гімназії № 1

Навчально-виховний процес забезпечують 97 педагогів, з яких:
- Директор школи — Фесік В'ячеслав Ігорович
- Старших методистів — 34; вчителів-методистів — 34;
- Старших учителів — 8;
- Спеціалістів вищої категорії — 55;
- Спеціалістів першої категорії — 10;
- Спеціалістів другої категорії — 15;
- Спеціалістів — 17;
- Провідний бібліотекар — 1;
- Педагогів, нагородженними знаком «Відмінник освіти України» — 31;
- Лауреати премії ім. Омеляна Поповича — 3 (Шиманський В. М., Фисюк О. Г., Басняк В. Й.);
- Лауреати премії ім. Юрія Федьковича — 6 (Шиманський В. М., Паневська Д. Т., Фисюк О. Г., Банар Л. М., Проданюк К. І., Фисюк Р. Ф.);
- Педагогів, нагороджених Почесною відзнакою «Буковина» — 1 (Паневська Д. Т.)
- Педагогів, нагороджених Почесною Грамотою Верховної Ради України — 2 (Басняк В. Й., Гірш Р. О.);
- Педагоги, котрі носять почесне звання «Заслужений учитель України» — 2 (Фисюк О. Г., Басняк В. Й.);
- Педагоги, нагороджені нагрудним знаком «Василь Сухомлинський» — 3 (Шиманський В. М., Фисюк О. Г., Банар Л. М.).

## Партнерські зв'язки
Гімназія № 1 співпрацює з:
- Гімназією імені Лейбніца міста Ремшайд (Німеччина), гімназією міста Штральзунд (Німеччина);
- Посольством Німеччини в Україні;
- Українсько-німецьким культурним товариством Gedankendach[de][2];
- Чернівецькою обласною благодійною спілкою самаритян[3];
- фондом «Пам'ять. Відповідальність. Майбутнє[de]»[4].

Гімназія № 1 є:
- партнером Ґете-інституту;
- членом асоціації DSD шкіл[5];
- учасником міжнародної програми «Школи: партнери майбутнього»[6];
- партнером Центрального відомства з питань освіти за кордоном[de].

## У гімназії діють
- Клуб молодших школярів «Мозаїка»;
- Клуб учнів 5-8 класів «Злагода»;
- Інтелектуальний клуб старшокласників «Універсум»;
- Гімназійний парламент;
- Літературний гурток (альманах «Крила»);
- Драматичний гурток;
- Вокально-хореографічний гурток (ансамбль «Світанок», тріо «Жайвір»);
- Хлопчачий хор;
- Гурток комп'ютерної грамотності;
- Спортивні секції.